# Stadion Strahov

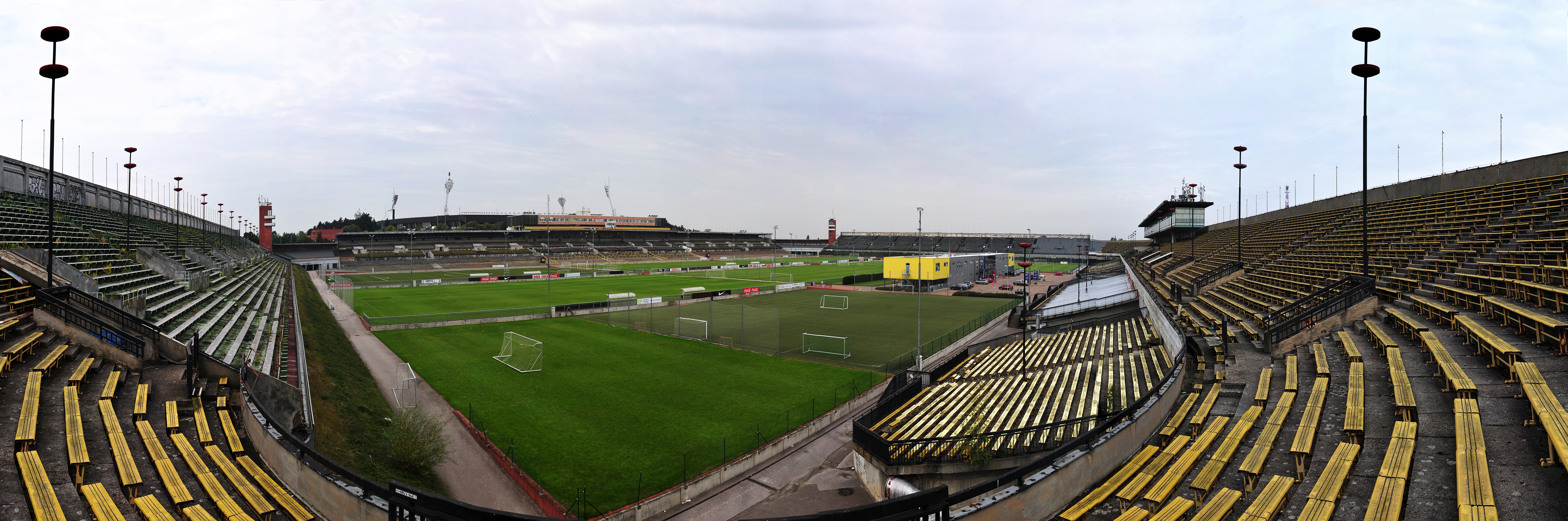
Stadion Strahov

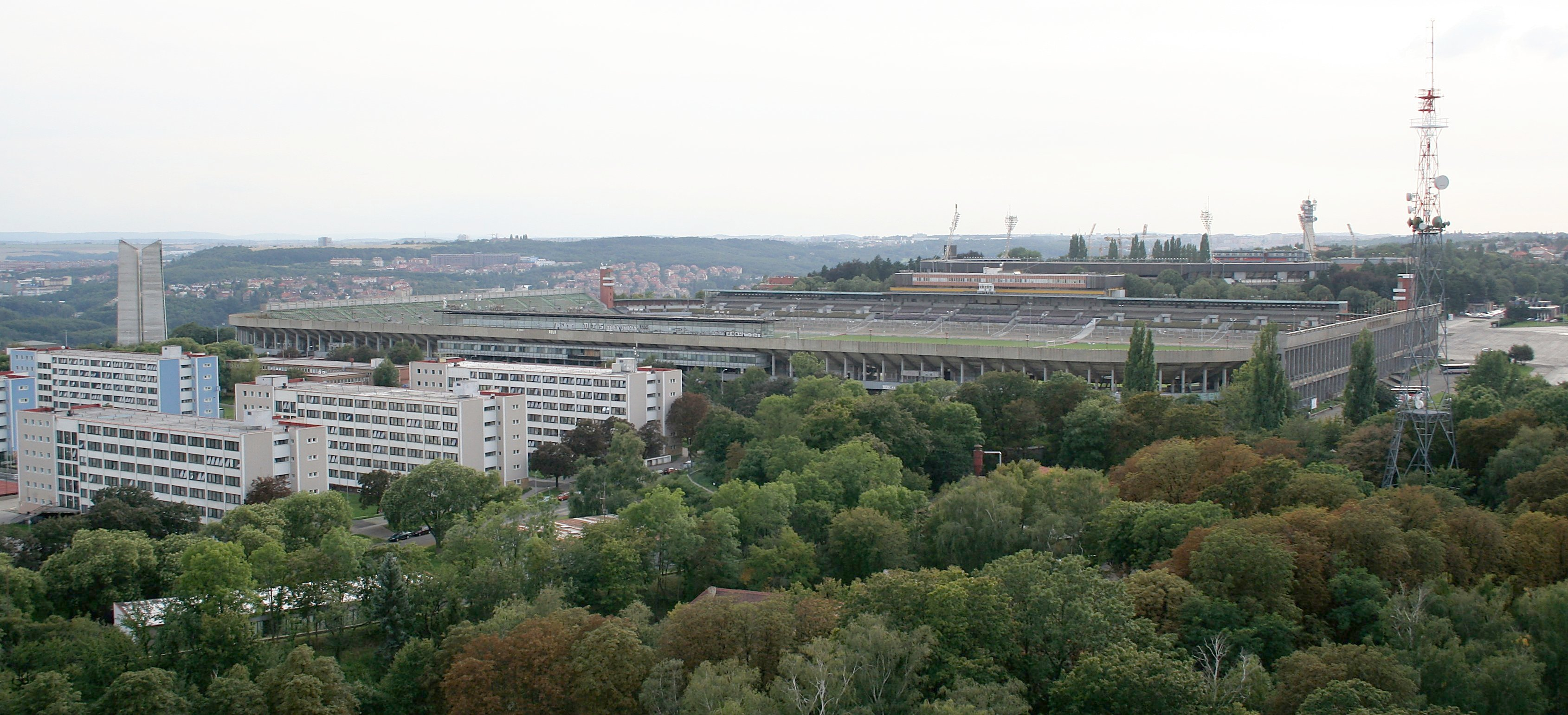
Współczesny widok na stadion

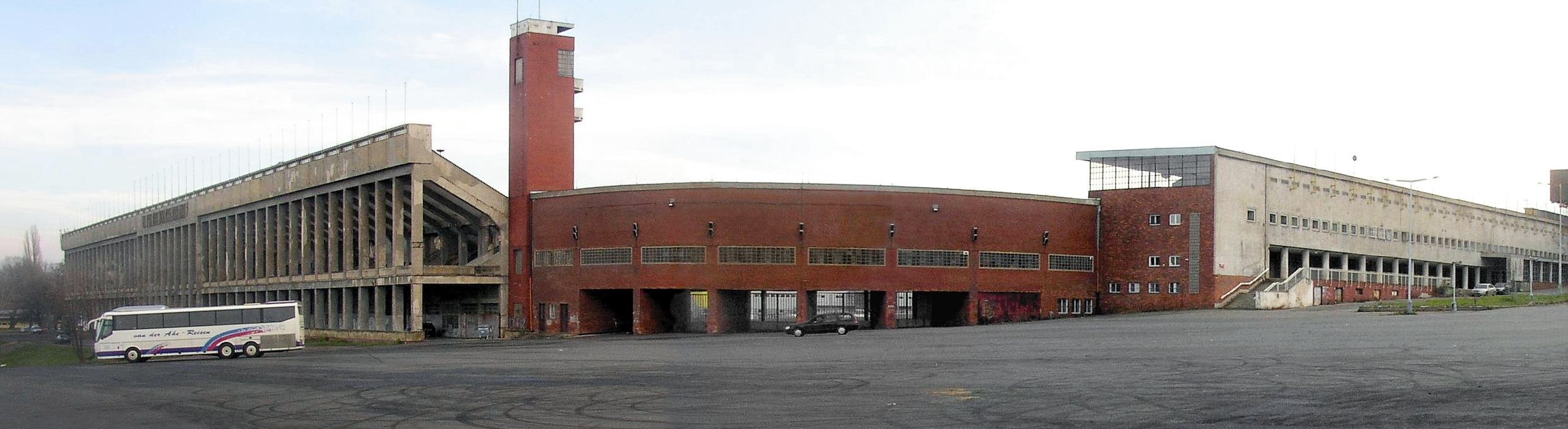
Stadion od północnego zachodu

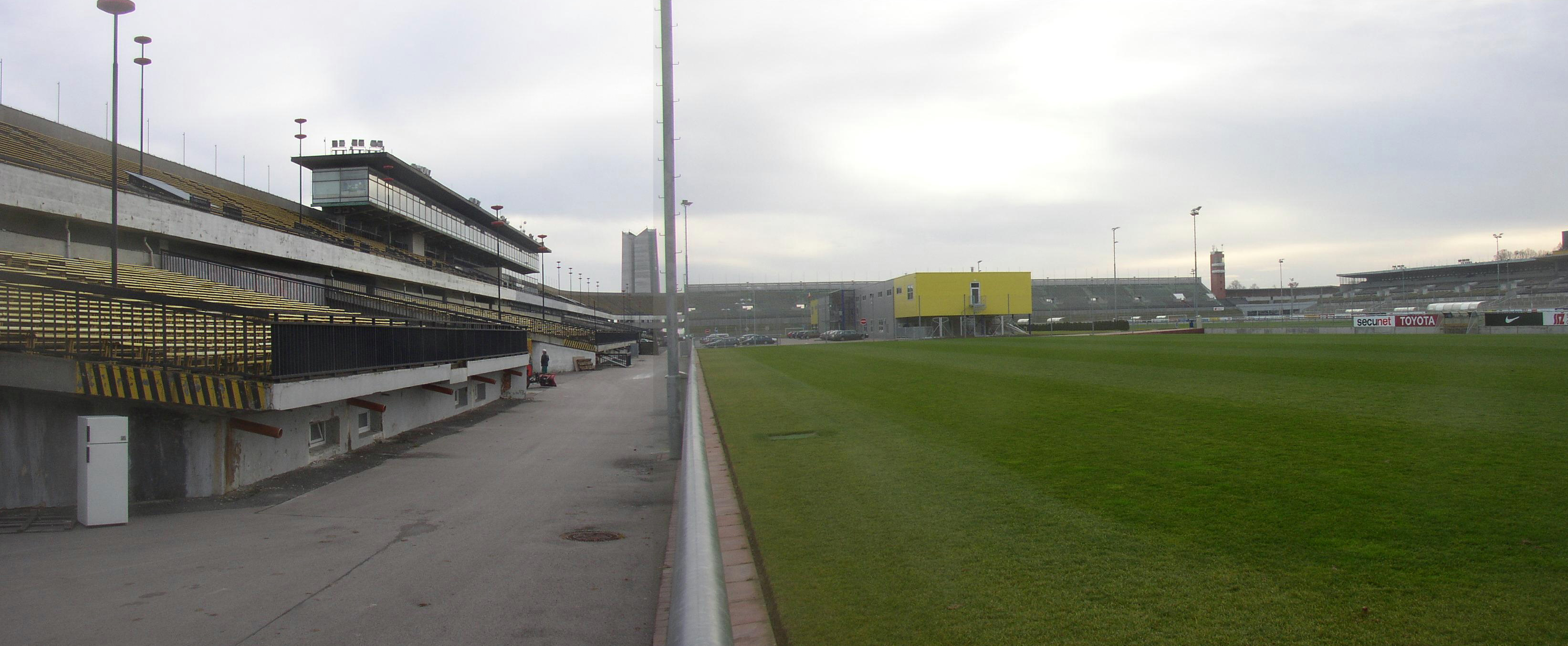
Stadion "od środka"

Stadion Strahov (czes. Strahovský stadion, Velký strahovský stadion) – największy stadion piłkarski i drugi co do wielkości obiekt sportowy świata, zlokalizowany w Czechach w praskiej dzielnicy Strahov (Břevnov, Praga 6), na południowy zachód od Malej Strany w kompleksie sportowym Strahov. Jego płyta główna ma rozmiary 310,5 x 202,5 m, zajmując powierzchnię 62 876 m².
Budowę obiektu rozpoczęto w 1926 r., początkowo z drewnianymi trybunami, które do 1932 r. sukcesywnie zastąpiono betonowymi. Trybuny mogły pomieścić ok. 250 000 widzów. Stadion był rozbudowywany w 1948 r. i 1975 r.
Stadion wykorzystywany był m.in. przez czeskie Towarzystwo Gimnastyczne „Sokół” do organizowania ogromnych pokazów gimnastyki synchronicznej a w czasach powojennych co pięć lat odbywały się tutaj spartakiady organizowane przez władze komunistyczne (ostatnia w 1985 r.). 18 sierpnia 1990 odbył się koncert The Rolling Stones będący częścią trasy promującej ich nowy album Steel Wheels, który zgromadził ponad 100 tys. widzów; wziął w nim udział m.in. ówczesny prezydent Czechosłowacji – Václav Havel. Drugi koncert The Rolling Stones, 5 sierpnia 1995, będący częścią trasy promującej album Voodoo Lounge zgromadził około 150 tys. widzów. 7 września 1994 odbył się tu koncert grupy Pink Floyd, będący częścią trasy koncertowej promującej album The Division Bell, który zgromadził ponad 120 tys. widzów. Koncerty grup The Rolling Stones oraz Pink Floyd były największymi koncertami pod względem frekwencji jakie odbyły się na tym stadionie. 
Po przemianach ustrojowych nie potrafiono znaleźć zastosowania dla tak olbrzymiego obiektu, który zaczął niszczeć i powstały nawet plany jego zburzenia. Ostatecznie zdecydowano o jego pozostawieniu.
Na początku XXI w. modernizacji stadionu podjął się piłkarski klub Sparta Praga przy udziale finansowym Miasta Stołecznego Pragi. Obecnie jest wykorzystywany jako obiekt treningowy – na płycie głównej mieści się 8 boisk: 7 pełnowymiarowych piłkarskich w tym jedno ze sztuczną murawą i jedno do minifutbolu, również ze sztuczną nawierzchnią.
W skład kompleksu strahowskiego stadionu wchodzi również najstarsze praskie centrum squasha – Squashcentrum Strahov, oferujące także kryty basen i centrum odnowy biologicznej.
Dogodny dojazd do obiektu zapewnia komunikacja miejska:
- linie tramwajowe: nr 15, 22, 23 i 25; przystanek Malovanka
- linie autobusowe: nr 143, 149, 176 i 217; przystanki: Koleje Strahov, Stadion Strahov, Hybšmanka oraz Malovanka.

W pobliżu znajduje się stadion Evžena Rošickiego – stadiony rozdziela jedynie ulica Zatopkova. Pod obiektem przebiega jeden z praskich tuneli – Tunel Strahovski będący fragmentem drogowej obwodnicy centrum stolicy Czech.